# Revista Gallega
La Revista Gallega, subtitulat Semanario de literatura e intereses regionais, fou un setmanari gallec, dominical i bilingüe, publicat a la Corunya. Va ser fundat el 1895 per Galo Salinas Rodríguez i tancà el 1907, amb un total de 640 números. Autoproclamat l'Òrgan oficial de la Lliga Gallega a la Corunya, durant els seus dotze anys d'història, es va constituir com la publicació emblemàtica del regionalisme liberal en aquesta ciutat.
Publicat el 17 de març de 1895. Va ser conduït per Galo Salinas Rodríguez, propietari i fundador, com també refereix la capçalera del setmanari, i hi escrivien Uxío Carré Aldao, Eladio Rodríguez González, Florencio Vaamonde Lores i Francisco Tettamancy Gastón; altres periodistes, com Salvador Cop Varela, Waldo Alvarez Insua o Manuel Lugrís Freire van col·laborar molt estretament en les seves respectives etapes corunyesas en el marc d'aquesta publicació.

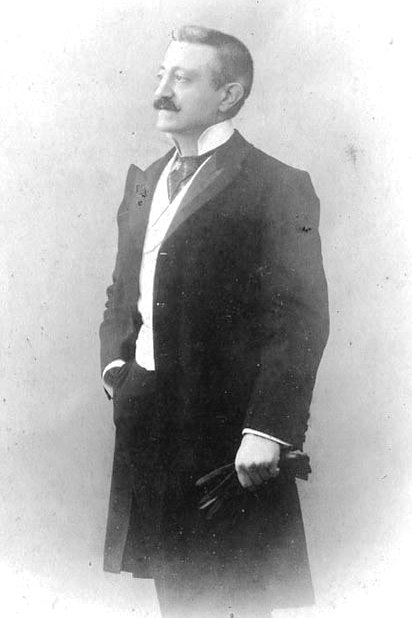
Galo Salinas, fundador, propietari i director

La seu de la redacció i l'administració de la Revista Gallega fou habitualment la Biblioteca Regional de Carré Aldao, en els mateixos llocs en què es desenvolupaven a les tardes els cèlebres faladoiros (tertúlies) de la Cova Celta, centrats des de la seva transferència a la Corunya al voltant de la figura de Manuel Murguía, i on tantes iniciatives a favor del Rexurdimento polític i cultural de Galícia s'idearan, entre ells la mateixa Revista Gallega.

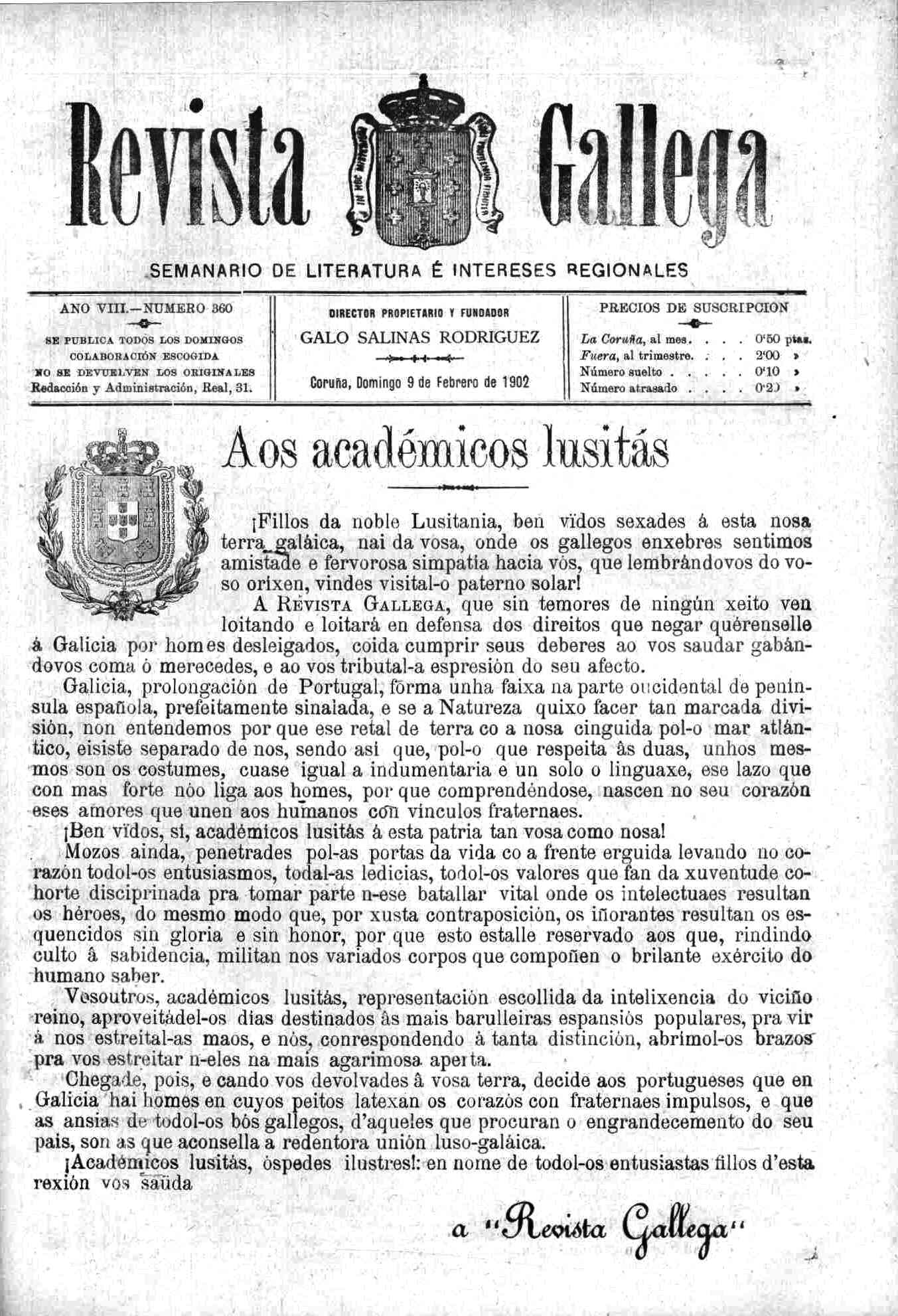
"Als acadèmics lusitans", RG 360, 9/2/1902